# Epiblatticida argentipes
Epiblatticida argentipes är en stekelart som först beskrevs av Girault 1925.  Epiblatticida argentipes ingår i släktet Epiblatticida och familjen sköldlussteklar. Inga underarter finns listade i Catalogue of Life.